# Gertrude Grill
Gertrude Grill (geborene Brüll, * 19. Oktober 1904 in Znaim; † 1988 in Linz) war eine sozialdemokratische Politikerin und Landessekretärin der oberösterreichischen SPÖ Frauensektion von 1947 bis 1948.
Gertrude Brüll wurde in Znaim im heutigen Tschechien geboren. Ab Beginn der 1920er Jahre engagierte sie sich in sozialdemokratischen Organisationen. Bis zum Bürgerkrieg 1934 arbeitete sie als Sekretärin für den sozialdemokratischen Schutzbund. Wegen ihrer Tätigkeit beim Schutzbund musste sie 1934 gemeinsam mit ihrem ebenfalls politisch aktiven Ehemann Theodor Grill in die Schweiz nach Zürich fliehen. Während ihr Mann zurück nach Österreich kehrte, um im Untergrund politisch aktiv zu sein, arbeitete Grill im Sekretariat der Sozialistischen Arbeiterinternationale. 1935 zog sie nach Brüssel, da das Büro der Arbeiterinternationalen dorthin verlegt wurde. Ein Jahr darauf emigrierte sie mit ihrem Mann in die USA.
Nach Ende des Zweiten Weltkrieges kam sie nach Österreich zurück und baute die Frauensektion der SPÖ Oberösterreich mit auf, in der sie dann das Amt der Landessekretärin von 1947 bis 1948 innehatte.